# Grzybki (skały)
Grzybki (480 m n.p.m.) – skały w Masywie Śnieżnika, w Sudetach.
Dwie Gnejsowe skały o wysokości 5 m na zboczu wzniesienia Dzielec poniżej skał Wysoki Okap i Stary Zamek nad Drogą Madejową.